# Doll Domination
Doll Domination este cel de-al doilea material discografic de studio al grupului muzical feminin Pussycat Dolls. Doll Domination îi urmează albumului de debut, PCD, material ce a avut vânzări de peste 7 milionae de exemplare la nivel mondial, dintre care 2,9 milioane doar în SUA. Primul single al albumului, When I Grow Up, a activat moderat, ocupând poziții de top 10 în țări ca Australia, Germania, Regatul Unit sau SUA. De asemenea, acesta a devenid cel de-al treilea #1 al grupului în clasamentul Billboard Hot Dance Club Play, după Don't Cha și Buttons. Albumul va avea două single-uri noi, lansate pe regiuni, Whatcha Think About That în America de Nord, Australia și Regatul Unit, iar pentru Europa și Noua Zeelandă, va fi lansată balada I Hate This Part. Albumul a primit recenzii mixte din partea criticilor de specialitate. Materialul nu a avut impactul sperat nereușind să se claseze între primele trei albume din Australia, Irlanda sau Regatul Unit.

## Lista Melodiilor
| #   | Cântec                                          | Producător(i) & scriitor(i)                                                              | Lungime |
| --- | ----------------------------------------------- | ---------------------------------------------------------------------------------------- | ------- |
| 1.  | „When I Grow Up”                                | Rodney Jerkins, Theron & Timothy Thomas                                                  | 4:05    |
| 2.  | „Bottle Pop” (cu Snoop Dogg)                    | Fernando Garibay, Sean Garrett, Nicole Scherzinger                                       | 3:30    |
| 3.  | „Whatcha Think About That” (cu Missy Elliott)   | Polow da Don, Esther Dean, Ron Fair                                                      | 3:48    |
| 4.  | „I Hate This Part”                              | Lucas Secon, Wayne Hector, Jonas Jeberg, Cutfather                                       | 3:39    |
| 5.  | „Takin' Over the World”                         | Chase N. Cashe of Zone 4 Inc., Chisolm, Farris, Gouche, Groover, Sims                    | 3:35    |
| 6.  | „Out of This Club” (cu R. Kelly & Polow da Don) | R. Kelly, Jamal Jones                                                                    | 4:08    |
| 7.  | „Who's Gonna Love You”                          | Polow da Don, Nicole Scherzinger, Kara DioGuardi                                         | 4:00    |
| 8.  | „Happily Never After”                           | Shea Taylor, Ne-Yo                                                                       | 4:49    |
| 9.  | „Magic”                                         | Tim Mosley, Jerome Harmon, Candice Nelson, Ezekiel Lewis, Balewa Muhammad, Patrick Smith | 3:41    |
| 10. | „Halo”                                          | Tim Mosley, Jerome Harmon, Candice Nelson, Ezekiel Lewis, Balewa Muhammad, Patrick Smith | 5:24    |
| 11. | „In Person”                                     | Tim Mosley, Jerome Harmon, Candice Nelson, Ezekiel Lewis, Balewa Muhammad, Patrick Smith | 3:36    |
| 12. | „Elevator”                                      | Rodney Jerkins, Cristyle Johnson                                                         | 3:41    |
| 13. | „Hush Hush”                                     | Ron Fair, Nicole Scherzinger, Wroldsen, Romdhane, Larossi                                | 3:48    |
| 14. | „Love the Way You Love Me”                      | Hit-Boy & Chase N. Cashe of Zone 4 Inc., Woodard, Kara DioGuardi, Livingston             | 3:21    |
| 15. | „Whatchamacallit”                               | Tim Mosley, Jerome Harmon, Candice Nelson, Ezekiel Lewis, Balewa Muhammad, Patrick Smith | 4:20    |
| 16. | „I'm Done”                                      | S. Ridel, T.L. James, A. Huff                                                            | 3:18    |

- Cântece bonus

| #  | Cântec                                                                         | Producător(i) & scriitor(i)                                              | Lungimea |
| -- | ------------------------------------------------------------------------------ | ------------------------------------------------------------------------ | -------- |
| 1. | „Baby Love” (J.R. Remix) (cu will.i.am)                                        | J. R. Rotem, Keith Harris, will.i.am, Nicole Scherzinger, Kara DioGuardi | 3:58     |
| 2. | „Lights, Camera, Action” (cu New Kids on the Block)                            | Polow da Don                                                             | 3:46     |
| 3. | „Perhaps, Perhaps, Perhaps”                                                    | Osvaldo Farrés, Joe Davis                                                | 2:14     |
| 4. | „When I Grow Up” (Junior Caldera Remix Edit) [Exclusiv pentru iTunes (Franța)] | Rodney Jerkins, Rock City                                                | 3:30     |

- Ediția de Lux (CD Bonus)

| #  | Cântec                     | Interpretă         | Producător(i) & scriitor(i)                      | Lungime |
| -- | -------------------------- | ------------------ | ------------------------------------------------ | ------- |
| 1. | „If I Was a Man”           | Jessica Sutta      | M. Nervo, M. Smith, O. Nervo, S. Ridel           | 3:31    |
| 2. | „Space”                    | Melody Thornton    | Andrew Frampton, J. Jones, J. Kugell, J. Pennock | 3:08    |
| 3. | „Don't Wanna Fall in Love” | Kimberly Wyatt     | J. Child                                         | 3:21    |
| 4. | „Played”                   | Ashley Roberts     | R. Nevil, S. Diamond                             | 3:20    |
| 5. | „Until U Love U”           | Nicole Scherzinger | Diane Warren                                     | 3:39    |

## Datele lansărilor
| Data                | Regiunea        |
| ------------------- | --------------- |
| 19 septembrie, 2008 | Olanda3         |
| 19 septembrie, 2008 | Germania        |
| 19 septembrie, 2008 | Irlanda 1       |
| 20 septembrie, 2008 | Australia 4     |
| 22 septembrie, 2008 | Regatul Unit    |
| 22 septembrie, 2008 | Italia 3 5      |
| 22 septembrie, 2008 | Noua Zeelandă 4 |
| 22 septembrie, 2008 | Hong Kong 3     |
| 23 septembrie, 2008 | SUA3            |
| 23 septembrie, 2008 | Spania          |
| 23 septembrie, 2008 | Canada          |
| 23 septembrie, 2008 | Portugalia      |
| 25 septembrie, 2008 | Thailanda       |
| 26 septembrie, 2008 | Taiwan          |
| 29 septembrie, 2008 | Franța          |
| 29 septembrie, 2008 | Brazilia 2      |
| 29 septembrie, 2008 | Mexic           |
| 15 octombrie, 2008  | Japonia         |
| 21 noiembrie, 2008  | Italia 6        |

## Single-uri
- When I Grow Up a fost lansat ca primul single al albumului  iunie 2008. Acesta a debutat pe locul 76 în Billboard Hot 100, urcând până pe locul 9 în cea de-a patra săptămână. În cea de-a cincea săptămână, acesta început să coboare, menținându-se câteva săptămâni în top 20, înainte de a reveni pe locul 9. În clasamentul Billboard Hot Dance Club Play, acesta a avut mai mult succes, ocupând prima poziție, oferind grupului cel de-al treilea #1, după Don't Cha și Buttons. În Oceania, single-ul a avut mai mult succes, atingând poziții de top 5 atât în Australia, cât și în Noua Zeelandă. În prima țară, When I Grow Up a atins poziția cu numărul 2, timp de trei săptămâni consecutive. Pe de altă parte, în Noua Zeelandă, acesta a ocupat doar locul 5. În Canada, single-ul a debutat direct pe locul 15, ocupând mai târziu poziția cu numărul 3. În Europa, „When I Grow Up” a avut un succes similar, ocupând poziții de top 10 în țăti ca Austria, Belgia, Croația, Elveția, Franța, Germania, Irlanda sau Regatul Unit.

- Whatcha Think About That este cel de-al doilea single pentru America de Nord, Australia și Europa. În SUA și Canada, acesta a fost lansat pe data de 15 septembrie 2008  La o săptămână de la lansare, single-ul a debutat pe locul 66 în Canadian Hot 100, ieșind din clasament în săptămâna următoare. Datorită prestației slabe din clasamente, cântecul a fost anulat, în locul său fiind lansat „I Hate This Part”.

- I Hate This Part, cel de-al doilea single al albumului în afara Americii de Nord, a intrat în top 40 în țări ca Australia, Irlanda, Noua Zeelandă sau Regatul Unit.

| Informații | Inne płyty |
| --- | ---------- |
| „When I Grow Up” - Lansare: 13 iunie 2008r. - (Pământ) - 6 - (Europa) - 5                                      | -          |
| „Whatcha Think About That” (featuring Missy Elliott) - Lansare: 15 septembrie 2008r. - (Pământ) - - (Europa) - | -          |
| „I Hate This Part” - Lansare: 10 octombrie 2008r. - (Pământ) - - (Europa) - 76                                 | -          |
| „Bottle Pop” (featuring Snoop Dogg) - Lansare: 21 ianuarie 2009r. - (Pământ) - - (Europa) -                    | -          |